# Karen Lachmannová
Karen Lachmannová (30. května 1916 Peking, Čína – 30. září 1962 Gentofte, Dánsko) byla dánská sportovní šermířka, která se specializovala na šerm fleretem. Dánské reprezentovala ve třicátých, čtyřicátých a padesátých letech. Na olympijských hrách startovala v roce 1936, 1948, 1952 a 1956 v soutěži jednotlivkyň. Na olympijských hrách získala stříbrnou (1948) a bronzovou (1952) olympijskou medaili. V roce 1954 získala titul mistryně světa v soutěži jednotlivkyň. S dánským družstvem fleretistek vybojovala v letech 1947 a 1948 titul mistryň světa.